# Jürgen Vorderstemann
Jürgen Vorderstemann (* 1. Januar 1943 in Werdohl) ist ein deutscher Bibliothekar.

## Leben und Wirken
Jürgen Vorderstemann studierte nach seiner Reifeprüfung in Witten 1963 von 1963 bis 1969 Germanistik, Romanistik, Pädagogik und Philosophie an der Universität Marburg/L. Das Staatsexamen für den höheren Schuldienst legte er dort 1969 ab. Anschließend war er wissenschaftlicher Mitarbeiter an einer Arbeitsstelle der Universität Marburg, die sich mit Wolfram von Eschenbach beschäftigte. Im Jahre 1973 promovierte er in Marburg/L. bei dem mediävistischen Germanisten Werner Schröder. Als Bibliotheksreferendar an der Universitäts- und Landesbibliothek Darmstadt begann er 1974 die Ausbildung für den höheren Bibliotheksdienst; die Fachprüfung hierfür absolvierte er 1976 an der Bibliotheksschule Frankfurt. Anschließend war er bis 2006 (zuletzt als Bibliotheksdirektor) als wissenschaftlicher Bibliothekar an der Pfälzischen Landesbibliothek Speyer beschäftigt. Außerdem hatte er einen Lehrauftrag für Editionstechnik am Germanistischen Seminar der Universität Heidelberg inne.
Vorderstemann veröffentlichte zahlreiche Arbeiten zur mittelalterlichen Lyrik, zur Buch- und Kulturgeschichte vor allem der Pfalz und zu der Schriftstellerin Sophie LaRoche.

## Schriften
- Zu Burkhart von Hohenfels „Mich müet daz so manger spricht“ (KLD 6, XVI). In: Kurt Reh (Hrsg.): Beiträge zur weltlichen und geistlichen Lyrik des 13. bis 15. Jahrhunderts. Erich Schmidt, Berlin 1973, S. 40–53, ISBN 3-503-00732-6.
- Die Fremdwörter im „Willehalm“ Wolframs von Eschenbach (= Göppinger Arbeiten zur Germanistik, Bd. 127). Kümmerle, Göppingen 1974, ISBN 3-87452-241-5 (Dissertation Universität Marburg, mit Lebenslauf).
- Gyburc oder Kyburc. Zur Rückentlehnung ursprünglich germanischer Namen aus dem Französischen in Wolframs „Willehalm“. In: Wolfram-Studien, Bd. 2 (1974), S. 174–184.
- Die Büchersammlungen des Speyerer Domes in tausend Jahren. Ein Überblick aus Anlass der 950-Jahr-Feier im Jahre 1980. In: Archiv für mittelrheinische Kirchengeschichte, Bd. 33 (1981), S. 45–61.
- Johann Hartliebs Alexanderbuch. Eine unbekannte illustrierte Handschrift von 1461 in der hessischen Landes- und Hochschulbibliothek Darmstadt (Hs. 4256); mit Abb. und einem neuen Handschriftenverzeichnis (= Göppinger Arbeiten zur Germanistik, Bd. 182). Kümmerle, Göppingen 1976, ISBN 3-87452-314-4.
- (Red.): Speyerer Buchdruck in fünfhundert Jahren. Pfälzische Landesbibliothek Speyer 1981.
- (Hrsg.): Josef Anton Hess / Anweisung zur Schönschreibkunst. Facsimile der Handschrift von 1788, Hs. 233 der Pfälzischen Landesbibliothek Speyer. Raecke, Pinneberg 1983, ISBN 3-923909-06-3.
- (Hrsg.): August Becker. 1828–1891. Ein pfälzischer Berufsschriftsteller im 19. Jahrhundert ; [Begleitbuch zur Ausstellung der Pfälzischen Landesbibliothek Speyer vom 7.11. bis 31.12.1991 aus Anlass des 100. Todesjahres von August Becker (1828–1891)] (= Pfälzische Arbeiten zum Buch- und Bibliothekswesen und zur Bibliographie, Bd. 16). Blinn, Landau 1991, ISBN 3-922580-35-1.
- Sophie von LaRoches Speyerer Jahre (1780–1786). Ein Gesellschaftsbild aus dem späten 18. Jahrhundert. In: Euphorion. Zeitschrift für Literaturgeschichte, Bd. 86 (1992), S. 148–170.
- Sophie von LaRoche (1730–1807). Eine Bibliographie (= Bibliographische Hefte, Bd. 2). v. Hase & Koehler, Mainz 1995, ISBN 3-7758-1313-6.
- Augsburger Bücheranzeigen des 15. Jahrhunderts. In: Helmut Gier (Hrsg.): Augsburger Buchdruck und Verlagswesen von den Anfängen bis zur Gegenwart. Harrassowitz, Wiesbaden 1997, S. 55–71, ISBN 3-447-03624-9.
- (Hrsg.): Das Nibelungenlied nach der Handschrift n. Hs. 4257 der Hessischen Landes- und Hochschulbibliothek Darmstadt (= Altdeutsche Textbibliothek, Bd. 114). Niemeyer, Tübingen 2000, ISBN 3-484-21214-4.
- Arno Reinfrank 1934–2001. Rückblick auf ein Schriftstellerleben; Begleitheft zur Ausstellung im Landesbibliothekszentrum Rheinland-Pfalz – Pfälzische Landesbibliothek vom 13.11.2004 bis 15.1.2005 (= Rheinland-Pfälzische Arbeiten zum Buch- und Bibliothekswesen, Bd. 22). Speyer 2004.
- (Hrsg., mit Klaus Haag): Meine liebe grüne Stube. Die Schriftstellerin Sophie von La Roche in ihrer Speyerer Zeit (1780–1786). Marsilius-Verlag, Speyer 2005, ISBN 3-929242-36-2.
- Ehefrau, Hofdame, Schriftstellerin – Die Jahre 1753 bis 1786 im Leben der Sophie von LaRoche. In: Jürgen Eichenauer (Hrsg.): „Meine Freiheit, nach meinem Charakter zu leben“. Sophie von La Roche (1730–1807) – Schriftstellerin der Empfindsamkeit (= Offenbacher Studien, Bd. 2). VDG, Weimar 2007, S. 53–85, ISBN 3-89739-572-X.
- Bildung als bürgerliche Selbstdarstellung. Zur Geschichte der Dürkheimer Lesegesellschaft. In: Mitteilungen des Historischen Vereins der Pfalz, Bd. 106 (2008), S. 423–435.
- (mit Klaus Klein): Neue Fragmente von Rudolfs 'Barlaam'. In: Zeitschrift für deutsches Altertum, Bd. 137 (2008), S. 66–88.
- „An Elise, die Einzige unter den deutschen Fürstinnen“. Die Briefe Sophie von La Roches an Elisabeth zu Solms-Laubach. In: Gudrun Loster-Schneider (Hrsg.): „Ach, wie wünschte ich mir Geld genug, um eine Professur zu stiften“. Sophie von La Roche im literarischen und kulturpolitischen Feld von Aufklärung und Empfindsamkeit. Francke, Tübingen 2010, S. 267–286, ISBN 3-7720-8296-3.
- Das Drucker-Signet des Matthäus Harnisch aus Neustadt an der Haardt. In: Mitteilungen des Historischen Vereins der Pfalz, Bd. 110 (2012), S. 109–130.
- (Bearb., mit Adolf Leisen): Hans Purrmann und Wilhelm Wittmann. Briefe 1901–1909 (= Edition Purrmann-Briefe, Bd. 1). Deutscher Kunstverlag, München/Berlin 2013, ISBN 978-3-422-07236-7.
- Die Büchersammlungen des Speyerer Domes in tausend Jahren. Ein erneuter Überblick. In: Herbert Pohl (Hrsg.): Habent sua fata libelli ... Facetten einer Bibliotheksgeschichte 1815 - 2015 (= Schriften des Diözesan-Archivs Speyer, Bd. 48). Pilgerverlag, Annweiler 2015, S. 13–42, ISBN 3-942133-66-0.
- Georg Litzel (1694-1761). Theologe, Philologe, Konrektor und Altertumsforscher in Speyer. Ein Lebensbild aus der Zeit der frühen Aufklärung. In: Mitteilungen des Historischen Vereins der Pfalz, Bd. 114 (2016), S. 99–145
- Pfälzische Kulturlandschaft oder pfälzische Provinz? Die kulturelle Entwicklung der bayerischen Pfalz 1816 bis 1913. In: Karsten Ruppert (Hrsg.): Wittelsbach, Bayern und die Pfalz. Das letzte Jahrhundert (= Historische Forschungen, Bd. 115). Duncker & Humblot, Berlin 2017, S. 287–308, ISBN 3-428-14597-6.
- Pietismus, Rationalismus und Empfindsamkeit. Die drei Heiraten des Johann Heinrich Jung-Stilling. In: Pfälzer Heimat, Bd. 68 (2017), S. 68–78.
- Lesegesellschaften in der Pfalz vom 18. bis ins 19. Jahrhundert. In: Angelo van Gorp (Hrsg.): Weisheit und Wissenstransfer. Beiträge zur Bildungsgeschichte der Pfalz (= Forschungen zur Pfälzischen Landesgeschichte, Bd. 1). Verlag Regionalkultur, Ubstadt-Weiher 2018, S. 81–96, ISBN 3-95505-111-0.